# Papaipema perobsoleta
Papaipema perobsoleta är en fjärilsart som beskrevs av Lyman 1905. Papaipema perobsoleta ingår i släktet Papaipema och familjen nattflyn. Inga underarter finns listade i Catalogue of Life.